# Les Yeux brûlés
Pour plus de détails, voir Fiche technique et Distribution.
Les Yeux brûlés est un documentaire français réalisé par Laurent Roth en 1986, sorti en salles en 2015, puis en DVD en 2017. Film de commande de l'ECPAD, il met en scène Mireille Perrier qui s'entretient avec des reporters de guerre du XXe siècle (par ordre d'apparition : André Lebon, Daniel Camus, Pierre Ferrari, Raoul Coutard, Marc Flament, Pierre Schoendoerffer) sur la nature de leur travail, leur rôle dans la production des images de guerre ainsi que leur place au front.

## Synopsis
À l'aéroport de Roissy, une jeune femme vient chercher une cantine militaire qui lui est retournée. Elle contient les effets et clichés de Jean Péraud, reporter photographe porté disparu le 8 mai 1954 à Diên Biên Phu. Elle engage la discussion avec les anciens compagnons de presse de Péraud qui sont présents. Les souvenirs et histoires qu'elle suscite font ressurgir les questions toujours actuelles sur ce qui fait l'image de guerre : le reporter est-il un témoin ou un combattant ? Son objectif est-il un bouclier qui le protège des effets de la guerre ou plutôt une arme qui le conduit à prendre tous les risques pour témoigner ? Peut-on vraiment considérer ces images de la mort au combat comme une forme d'art ?

## Genèse du film
Laurent Roth, jeune appelé, écrit le scénario de Les Yeux brûlés dans le cadre d'un concours, qu'il remporte, pour les 40 ans de la création du Service Cinématographique des Armées.
Bien que l'ECPAD lui demande de tourner au Fort d'Ivry (où sont conservées les archives de celui-ci), il obtient d'installer son équipe à l'aéroport de Roissy où la guerre s'est déplacée selon lui. En effet, la France est secouée depuis 1985 par une série de treize attentats terroristes (dont la série noire est conclue par celui de la rue de Rennes le 17 septembre 1986, quelques semaines après le tournage) et les CRS envahissent les lieux les plus sensibles, notamment les aéroports, cibles privilégiées du terrorisme.
De plus, alors que l'ECPAD s'attend à ce qu'il fasse lui-même les entretiens avec les reporters de guerre qui apparaîtront dans le film, il les confie à Mireille Perrier (héroïne de Léos Carax dans Boy Meets Girl, ou de Philippe Garrel dans Elle a passé tant d'heures sous les sunlights) qu'il considère comme une sorte de double, une incarnation incognito de ses propres interrogations et incompréhensions face à la guerre,. Ils visionnent ensemble des kilomètres de bandes d'archives sur la première et la deuxième Guerre Mondiales, la guerre d'Indochine, etc., mais également le film documentaire Shoah de Claude Lanzmann dont ils étudient le mode opératoire pour les entrevues avec ces témoins de l'horreur.
Le film ne sort pas en salle en 1986 mais il est diffusé au Fort d'Ivry (où sont conservées les archives de l'Armée Française), puis dans plusieurs festivals. Il est aussi présenté en ouverture du cycle consacré au quarantenaire du Service cinématographique des Armées à la Cinémathèque Française en 1987. 
Trente ans après sa réalisation, le distributeur Thomas Ordonneau, de la société de distribution Shellac, convainc l'ECPAD de son intérêt patrimonial et le film est choisi pour célébrer le « centenaire du cinéma et de la photographie aux armées » en 2015, puis par le programme de restauration du CNC, et est enfin sélectionné au festival de Cannes dans la section « Cannes Classics ». Il sort officiellement en salles le 11 novembre 2015, puis en DVD le 5 décembre 2017. L'édition DVD y ajoute les entretiens intégraux de Pierre Schoendoerffer et Raoul Coutard.

## Fiche technique
- Titre : Les Yeux brûlés
- Réalisation : Laurent Roth
- Scénario : Laurent Roth
- Montage : Marie-Christine Dijon
- Photographie : Bernard Miale
- Ingénieur du son : Jean-Paul Bigorgne
- Bruiteur : Jean Potier
- Mixage : Monique Wisniewski
- Musique additionnelle : Jean-Sébastien Bach
- Musique originale : Chant parachutiste « Oh, la fille » par le Chœur de l'Armée française
- Production : ECPAD
- Chargé de production : Philippe Viney
- Conseiller militaire de réalisation : Commandant Alain Boitard
- Distribution : Shellac
- Pays d'origine :  France
- Format : 35 mm couleur et noir et blanc (archives)
- Genre : documentaire
- Durée : 59 minutes
- Date de sortie : 11 novembre 2015 (France)
- Date de sortie en DVD : 5 décembre 2017 (France)

## Distribution
- Mireille Perrier : la jeune femme
- Patrice George : le reporter
- André Lebon : lui-même
- Daniel Camus : lui-même
- Pierre Ferrari : lui-même
- Raoul Coutard : lui-même
- Marc Flament : lui-même
- Pierre Schoendoerffer : lui-même
- Raymond Depardon : la voix off

## Festivals

### Première copie de 1986
- 1986 : Festival international du documentaire de Bilbao
- 1987 : Festival du film Entrevues, Belfort
- 1989 : Les Acteurs à l'Ecran, Saint-Denis
- 1997 : Les États Généraux du film documentaire, Lussas
- 2009 : "Intégrale Laurent Roth" au Centquatre, Paris
- 2013 : Les Rendez-vous de l'histoire, Blois
- 2013 : Cycle "Indochine" du Musée de l'Armée, Paris

### Copie restaurée de 2015

#### Année 2015
- Festival de Cannes, Sélection officielle, Section « Cannes Classics »
- Visa pour l'image, Perpignan
- Festival War On Screen, Châlons-en-Champagne : Prix Bayeux-Calvados
- Festival Lumière, Lyon
- Festival de Marcigny
- Presstiv@l, Château-Gonthier
- Festival International du Film d'Histoire, Pessac
- Festival du film Entrevues, Belfort

#### Années suivantes
- 2016 : Rencontres Européennes du Moyen-métrage, Brive
- 2017 : Cycle "Photographes de guerre", Mémorial de Verdun, Verdun
- 2017 : Festival international du documentaire, Yamagata (Japon)
- 2017 : Rencontres Image(s) de guerre, Florac

## Réception critique
Le film reçoit un accueil critique favorable, lors de ses deux sorties, bien que le sujet et son traitement prêtent matière à polémique.
La note moyenne des critiques presse du site Allociné est de 4,1/5.

### Première sortie (1986)
Lors de sa première sortie, tout d'abord, en octobre 1986, il est remarqué par le critique Serge Daney qui publie dans Libération, le 10 octobre 1986, un article dans lequel il évoque Mireille Perrier, « alter ego » du réalisateur, « troublante et troublée » qui, en fausse ingénue, fait face à ces « chasseurs d'images » impassibles,. Jean-Luc Macia, dans La Croix le 10 octobre 1986, évoque la manière dont les reporters sont « traqués » par la jeune actrice.
Serge Daney relève en outre l'aspect méditatif de ce film de commande qui l'emmène loin de son contexte de production, comme si Laurent Roth « à travers son propre remontage de vieilles archives [...] ne lâchait plus l'os métaphysique que l’Armée elle-même semble avoir renoncé à ronger depuis longtemps. Os bazinien dans lequel il n’est d’image que faite « en co-production » avec la mort. »,

### Deuxième sortie après restauration (2015)
Le rôle de Mireille Perrier est aussi remarqué par Mathieu Macheret dans Le Monde du 10 novembre 2015, après la ressortie du film restauré en salles en novembre 2015 : « La première offensive se joue là, à mi-chemin entre ce petit bout de femme fragile, sortie de la fiction, et ces hommes solidement ancrés dans le réel. »
La critique relève la difficulté d'aborder le sujet de la guerre par la beauté des témoignages photographiques des reporters et salue les choix du réalisateur, comme Jérémie Couston, dans Télérama le 14 novembre 2015, qui qualifie le film de « diamant noir du film de guerre » : « le film se mue en une réflexion sur l'ambiguë cinégénie de la guerre. » ; ou Théo Ribeton, dans Les Inrockuptibles le 6 novembre 2015 : « Il serait trop bête de chercher à arbitrer le film entre critique et éloge de la guerre : ni l'un ni l’autre, Les Yeux brûlés s’assoit fixement devant elle et soutient le regard. »
Le travail de restauration est également souligné par Mathieu Macheret dans Le Monde qui parle d'une « copie magnifiquement restaurée. »